# Calceolaria hirsuta
Calceolaria hirsuta är en toffelblomsväxtart som beskrevs av U. Molau. Calceolaria hirsuta ingår i släktet toffelblommor, och familjen toffelblomsväxter. Inga underarter finns listade i Catalogue of Life.